# Potentilla pannosa
Potentilla pannosa är en rosväxtart som beskrevs av Pierre Edmond Boissier och Hausskn.. Potentilla pannosa ingår i Fingerörtssläktet som ingår i familjen rosväxter.

## Underarter
Arten delas in i följande underarter:
- P. p. longicaulis
- P. p. pannosa